# Ralf di Mantes
Ralf di Mantes (anche Raul o Rodolfo), noto anche come Ralph il Timido (1025 circa – 21 dicembre 1057) è stato un nobile e ammiraglio anglosassone, conte di Hereford per alcuni anni.

## Biografia
Era figlio del conte normanno Drogone di Mantes e di Godgifu d'Inghilterra, figlia del re d'Inghilterra Etelredo lo Sconsigliato. Probabilmente nacque e crebbe in esilio in Normandia, potendo rientrare in Inghilterra solo attorno al 1041 col permesso di re Canuto II.
Durante gli anni 1040 si occupò di contrastare la pirateria nel mare d'Irlanda, guidando la flotta anglosassone contro i pirati irlandesi e gallesi (anche se pare che in un'occasione sia fuggito, lasciando che Worcester venisse presa e saccheggiata nel luglio 1049). Favorito dello zio Edoardo il Confessore per l'aiuto prestatogli nel reprimere la rivolta di Godwin del Wessex, venne da questi creato conte di Hereford nel 1052 dopo la morte del precedente conte, Sweyn Godwinson, già caduto in disgrazia ed esiliato. Pareva anche prossima una nomina ad erede del regno d'Inghilterra in quanto lo zio non aveva figli; tuttavia già nello stesso 1052 Ralf cominciò a perdere il favore reale, poiché fece poco o nulla al comando della flotta anglosassone per respingere la possibile invasione del paese da parte dell'esiliato Godwin del Wessex (che fu comunque costretto ad annullarla per il persistente maltempo sul canale della Manica).
Preso possesso delle sue terre e alleatosi col potente signore locale Odda di Deerhurst, nel 1055 i due dovettero affrontare l'invasione del conte Ælfgar di Mercia e del re del Galles Gruffydd ap Llywelyn. Ralph si scontrò con essi il 24 ottobre dello stesso anno nella battaglia di Hereford, ma nonostante i numerosi rinforzi normanni che aveva con sé subì una disastrosa sconfitta. Gli invasori saccheggiarono Hereford dopo la fuga del conte, il che gli valse l'insultante soprannome di Timido (inteso come "codardo"). Non è chiaro se in seguito al disastro il titolo di conte gli fu revocato: la Cronaca anglosassone lascia intendere che abbia perso la contea in favore di Harold Godwinson, ma la stessa cronaca afferma poi che alla sua morte era ancora conte di Hereford.
Ralph morì poco più che trentenne il 21 dicembre 1057, e fu sepolto nell'abbazia di Peterborough, che aveva favorito durante la vita. Dalla moglie Gytha aveva avuto un solo figlio, Harold, ancora un bambino al momento della conquista normanna dell'Inghilterra, che in seguito si sottomise ai nuovi dominatori e poté mantenere alcuni feudi, dando così origine alla famiglia nobiliare degli Ewias, continuata almeno fino al XIII secolo.

## Ascendenza
|                           |                       |                         | Genitori                 |  |  | Nonni |  |  | Bisnonni              |  |  | Trisnonni |  |
|                           |                       |                         |                          |  |  |       |  |  | Gualtiero I di Valois |  |  | …         |  |
|                           |                       |                         |                          |  |  |       |  |  | Gualtiero I di Valois |  |  | …         |  |
|                           |                       | …                       |                          |  |  |       |  |  | Gualtiero I di Valois |  |  |           |  |
| Gualtiero II di Valois    |                       |                         |                          |  |  |       |  |  | Gualtiero I di Valois |  |  |           |  |
|                           |                       | …                       | …                        |  |  |       |  |  |                       |  |  |           |  |
|                           |                       | …                       | …                        |  |  |       |  |  |                       |  |  |           |  |
|                           |                       | …                       | …                        |  |  |       |  |  |                       |  |  |           |  |
| Drogone di Dreux          |                       | …                       |                          |  |  |       |  |  |                       |  |  |           |  |
|                           |                       | …                       | …                        |  |  |       |  |  |                       |  |  |           |  |
|                           |                       | …                       | …                        |  |  |       |  |  |                       |  |  |           |  |
|                           |                       | …                       | …                        |  |  |       |  |  |                       |  |  |           |  |
| Adela                     |                       | …                       |                          |  |  |       |  |  |                       |  |  |           |  |
|                           |                       | …                       | …                        |  |  |       |  |  |                       |  |  |           |  |
|                           |                       | …                       | …                        |  |  |       |  |  |                       |  |  |           |  |
|                           |                       | …                       | …                        |  |  |       |  |  |                       |  |  |           |  |
| Ralf di Mantes            |                       | …                       |                          |  |  |       |  |  |                       |  |  |           |  |
|                           | Edgardo d'Inghilterra | Edmondo I d'Inghilterra |                          |  |  |       |  |  |                       |  |  |           |  |
|                           | Edgardo d'Inghilterra | Edmondo I d'Inghilterra |                          |  |  |       |  |  |                       |  |  |           |  |
|                           | Edgardo d'Inghilterra | Elgiva di Shaftesbury   |                          |  |  |       |  |  |                       |  |  |           |  |
| Etelredo II d'Inghilterra | Edgardo d'Inghilterra |                         |                          |  |  |       |  |  |                       |  |  |           |  |
|                           |                       | Elfrida d'Inghilterra   | Ordgar di Devon          |  |  |       |  |  |                       |  |  |           |  |
|                           |                       | Elfrida d'Inghilterra   | Ordgar di Devon          |  |  |       |  |  |                       |  |  |           |  |
|                           |                       | Elfrida d'Inghilterra   | …                        |  |  |       |  |  |                       |  |  |           |  |
| Godgifu d'Inghilterra     |                       | Elfrida d'Inghilterra   |                          |  |  |       |  |  |                       |  |  |           |  |
|                           |                       | Riccardo I di Normandia | Guglielmo I di Normandia |  |  |       |  |  |                       |  |  |           |  |
|                           |                       | Riccardo I di Normandia | Guglielmo I di Normandia |  |  |       |  |  |                       |  |  |           |  |
|                           |                       | Riccardo I di Normandia | Sprota                   |  |  |       |  |  |                       |  |  |           |  |
| Emma di Normandia         |                       | Riccardo I di Normandia |                          |  |  |       |  |  |                       |  |  |           |  |
|                           |                       | Gunnora di Normandia    | …                        |  |  |       |  |  |                       |  |  |           |  |
|                           |                       | Gunnora di Normandia    | …                        |  |  |       |  |  |                       |  |  |           |  |
|                           |                       | Gunnora di Normandia    | …                        |  |  |       |  |  |                       |  |  |           |  |
|                           |                       | Gunnora di Normandia    |                          |  |  |       |  |  |                       |  |  |           |  |